# Jefferson Stores
Jefferson Department Store was een warenhuisketen uit Miami, Florida. De warenhuisketen was actief van 1946 tot 1973.

## Geschiedenis
De onderneming werd in 1946 opgericht door Harry Mufson in Miami. In 1960 werd een filiaal geopend in Fort Lauderdale. Deze vestiging met een oppervlakte van 14.500 m² en 1.000 parkeerplaatsen lag aan de North Federal Highway 2400. In 1969 waren er filialen in Boca Raton, Hollywood, West Fort Lauderdale en West Palm Beach. Een jaar later, in 1970, waren er meer dan 20 filialen in Florida. In 1973 werd Jefferson Stores Inc. voor $ 37 miljoen in aandelen, overgenomen door Montgomery Ward. De Jefferson-filialen werden daarna omgedoopt tot Jefferson Ward. In 1985 werden de 18 noordelijke filialen, in Delaware, Pennsylvania en New Jersey van Jefferson Ward verkocht aan Bradlees. De 23 filialen in Florida werden gesloten.    